# Topeka Pilots
Topeka Pilots var ett amerikanskt juniorishockeylag som spelade i North American Hockey League (NAHL) mellan 2007 och 2020. De grundades dock redan 2003 som Lone Star Cavalry för spel i just NAHL men spelade bara där ett år innan de flyttades till Santa Fe i New Mexico och blev Santa Fe Roadrunners. År 2007 flyttades laget igen och den här gången till Topeka i Kansas för att vara Topeka Roadrunners. Den 5 juni 2018 meddelades det att laget hade bytt till det nuvarande namnet. Den 11 maj 2020 meddelade NAHL att laget skulle flyttas till Shawnee i Kansas och vara Kansas City Scouts. Det var tänkt att de skulle spela sina hemmamatcher i inomhusarenan Kansas City Ice Center. Initialt var det planerat att Scouts skulle spela säsongen 2020–2021 i NAHL men det flyttades fram en säsong på grund av Coronaviruspandemin 2019–2021. Den 21 maj 2021 meddelades att Scouts hade blivit sålt till ett konsortium i Amarillo i Texas och laget flyttades för att vara Amarillo Wranglers.
Pilots spelade sina hemmamatcher i inomhusarenan Landon Arena, som har en publikkapacitet på 7 773 åskådare vid ishockeyarrangemang, i Topeka i Kansas. Laget vann aldrig någon Robertson Cup, som delas ut till det lag som vinner NAHL:s slutspel.
De fostrade spelare som Daniel Brickley, Eriah Hayes, Cal Petersen, Cole Schneider, Linus Johansson och Adrian Elefalk.